# Корбело (Мантова)
Корбело је насеље у Италији у округу Мантова, региону Ломбардија.
Према процени из 2011. у насељу је живело 10 становника. Насеље се налази на надморској висини од 50 м.